# Laëtitia Badaut Haussmann
Laëtitia Badaut Haussmann née en 1980 à Paris, est une artiste plasticienne française. Elle travaille sur la question de l'espace domestique.

## Biographie
En 2006, Laëtitia Badaut Haussmann est diplômée de l'École nationale supérieure d’art de Paris-Cergy. Elle construit in situ des intérieurs inspirés des figures du design et de l'architecture en y mêlant des références à la littérature et au cinéma pour proposer une autre expérience narrative.
En 2015, pour l'exposition à Brest, elle fait référence à Jean Genet et de Rainer Werner Fassbinder ainsi qu'à Eileen Grey et Joe Colombo. À Nantes, elle s'inspire de Robert-Louis Stevenson. Elle crée un espace qui fait penser aux préparatifs d'un départ ou d'un voyage.
En 2019, pour son exposition Le Sentiment, la pensée, l’intuition, elle propose un espace domestique en mêlant architecture et design. Son intervention renvoie à des références littéraires et cinématographiques.

## Expositions
- A Program, Mac Val, Vitry-sur-Seine, 2013
- When the Sun and Neptune, Zoo galerie, Nantes, 2015
- Centre d’art Passerelle, Brest, 2015
- La Politesse de Wassermann, Maison Louis Carré, Bazoches-sur-Guyonne, 2017[4]
- Le Sentiment, la pensée, l’intuition, Musée départemental d'Art contemporain de Rochechouart, Rochechouart, 2019

## Distinctions
- Prix Aware, 2017